# Vassleprotein
Vassleprotein (engelska: whey protein) utgör ca 20 % av det totala proteininnehållet i komjölk och definieras som de proteiner som förblir lösliga i mjölkserum eller vassla efter att kaseinerna har fällts ut vid pH 4,6 vid 20°C. Vassleproteiner består av β-laktoglobulin, α-laktalbumin, serumalbumin, immunoglobuliner och proteos-peptoner. Vid ostframställning blir vassleproteinerna kvar i vasslen (engelska: whey). Vassleprotein i pulverform marknadsförs som kosttillskott, framför allt som proteintillskott för kroppsbyggare.

## Kemi
Vid ostframställning hamnar proteinet kasein och huvuddelen av fettet i osten, medan vassleproteinerna blir kvar i vasslen, som också består av vatten, laktos (mjölksocker) samt en del mineraler. Vassleprotein är en blandning av olika vattelösliga globulära proteiner.
För att framställa vassleprotein avlägsnas det kvarvarande fettet i vasslen, som därefter filtreras och torkas till ett pulver. Beroende på hur framställningen sker, får pulvret olika proteinhalt.

## Typer av vassleprotein
Tre huvudsakliga typer av vassleproteinpulver finns på marknaden:
- Koncentrat, som utöver vassleprotein även innehåller en viss mängd fetter och laktos.
- Isolat, som bearbetats för att ta bort nästan allt fett och laktos, och därför har en högre andel protein.
- Hydrolysat, där vassleproteinet delvis hydrolyserats, vilket inneburit att det brutits ner till aminosyror och mindre peptider. Avsikten med denna behandling är att proteinet lättare ska kunna tas upp av kroppen när det används som kosttillskott. På grund av den extra bearbetningen är hydrolysat dyrare än isolat.

## Kosttillskott

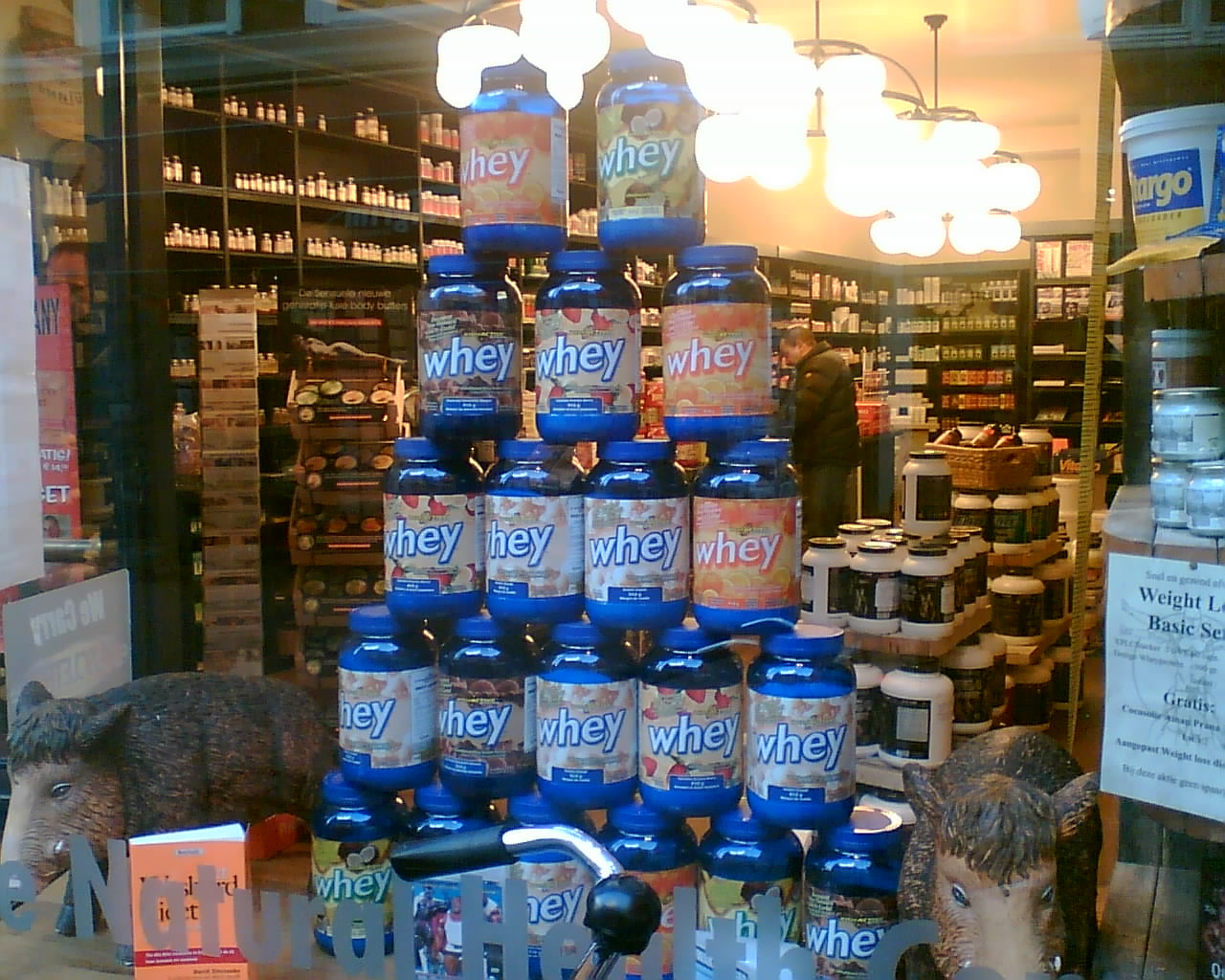
Burkar med vasslepulver som marknadsförs som kosttillskott.

Vassleprotein som kosttillskott säljs vanligen i form av proteinpulver med en angiven proteinhalt, som ofta är runt 80 procent. Det är vanligt att pulvren innehåller någon form av smaksättning. Världsproduktionen av proteinpulver har uppskattats till mellan 120 000 och 150 000 ton 80-procentigt proteinpulver.
Efterfrågan på proteinpulver har ökat bland styrketränande motionärer. Nutritionister har dock påpekat att idrottare i de flesta fall inte har något behov av proteintillskott om de i övrigt äter en balanserad kost som tillgodoser deras energibehov. För att komma upp till det proteinintag som Sveriges Olympiska Kommitté rekommenderar för styrkeidrottare, 1,6–1,7 gram protein per kilo kroppsvikt och dag, krävs i de flesta fall inget proteintillskott. För kroppsbyggare kan inför tävlingar ett intag på 2,3–3,1 gram per kilogram kroppsvikt ha positiv effekt, speciellt vid samtidig kalorirestriktion, så kallad deffning.

### Fotnoter
1. 1 2  Farrell, H.M.; Jimenez-Flores, R.; Bleck, G.T.. ”Nomenclature of the Proteins of Cows’ Milk—Sixth Revision” (på English). Journal of Dairy Science 87 (6):  sid. 1641–1674. doi:10.3168/jds.s0022-0302(04)73319-6. ISSN 0022-0302. http://linkinghub.elsevier.com/retrieve/pii/S0022030204733196. Läst 15 maj 2016.
2. 1 2 3 4  Proteinpulver, Råd & Rön 2011-03-22
3. ↑  http://www.ncbi.nlm.nih.gov/pubmed/24864135
4. ↑  http://www.ncbi.nlm.nih.gov/pubmed/24092765